# 1945 v loďstvech
Tento článek obsahuje významné události v oblasti loďstev v roce 1945.

## Lodě vstoupivší do služby
- 28. ledna –  USS Antietam (CV-36) – letadlová loď třídy Essex
- 29. března –  USS Stickleback (SS-415) – ponorka třídy Balao
- 16. dubna –  USS Boxer (CV-21) – letadlová loď třídy Essex
- 3. června –  USS Lake Champlain (CV-39) – letadlová loď třídy Essex
- 10. září –  USS Midway (CV-41) – letadlová loď třídy Midway
- 27. října –  USS Franklin D. Roosevelt (CV-42) – letadlová loď třídy Midway
- 18. listopadu –  USS Princeton (CV-37) – letadlová loď třídy Essex
- 8. prosince –  USS Tarawa (CV-40) – letadlová loď třídy Essex